# Саудовско-французские отношения
Саудовско-французские отношения — двусторонние дипломатические отношения между Саудовской Аравией и Францией. Они были установлены в 1926 году. Ныне Саудовская Аравия является союзником Франции с сильной экономической, военной и политической координацией по многим темам, таким как ядерная программа Ирана или возможный уход Башара Асада из власти в Сирии. Отношения двух стран называют глобальным стратегическим партнёрством. Франция имеет посольство в Эр-Рияде и генеральное консульство в Джидде. В свою очередь Саудовская Аравия имеет посольство в Париже. Обе страны являются членами Большой двадцатки.

## История
Франция открыла своё первое консульство на территории нынешней Саудовской Аравии в Джидде в 1839 году. Во время Второй мировой войны оба государства находились в состоянии войны со странами «оси». Саудовская Аравия тогда поставляла нефть союзникам. После окончания мировой войны саудовцы были союзниками НАТО в их противостоянии с коммунизмом. В 1967 году король Саудовской Аравии Фейсал и президент Шарль де Голль провели личную встречу, после чего двусторонние отношения развивались через личные контакты на самом высоком уровне. Франция вместе с Саудовской Аравией участвовали в военной коалиции во главе с США по защите Кувейта от агрессии Ирака. 
В 2016 году Франция осудила атаку хуситов с использованием баллистических ракет на Мекку.

## Государственные визиты
Президент Франции Франсуа Олланд посетил Саудовскую Аравию с официальным визитом в мае 2015 года, будучи принятым королём Салманом, наследным принцем Мухаммедои ибн Наифом и заместителем наследного принца Мухаммедом ибн Салманом. Олланд был почётным гостем на саммите Совета сотрудничества арабских государств Персидского залива, где он выступил, право, которое нечасто предоставлялось главам иностранных государств. Ранее, в марте того же года, наследный принц Саудовской Аравии и ряд министров также с официальным визитом посетили Францию, где Мухаммеду ибн Наифу был вручён Орден Почётного легиона. 
6 марта 2016 года по итогам официального визита в Париж наследного принца Мухаммеда ибн Наифа между Саудовской Аравией и Францией было подписано совместное коммюнике.
В мае 2016 года в Министерстве иностранных дел Франции в Париже состоялась встреча саудовской делегации с министром иностранных дел Франции Жан-Марком Эро.

## Экономические отношения
Согласно арабским источникам экономические контракты, заключённые между двумя странами, способствуют созданию в будущем более крепкого саудовско-французского альянса.
Был создан форум для расширения торговли между Саудовской Аравией и Францией, известный как Форум саудовско-французских деловых возможностей. Первый форум был успешно проведён в Париже в апреле 2013 года и организован министерствами обеих стран, а также Саудовско-французским деловым советом. Вторая встреча состоялась 12-13 октября 2015 года в отеле Риц-Карлтон в Эр-Рияде с участием крупнейших французских корпораций, таких как Airbus и Legrand.

## Военное сотрудничество
Франция — крупнейший продавец оружия Саудовской Аравии после США и Великобритании. 24 июня 2015 года Саудовская Аравия и Франция договорились заключить контракты на 12 миллиардов долларов. Министр иностранных дел Франции Лоран Фабиус заявил, что десять контрактов включают в себя продажу 23 вертолётов Airbus H145 стоимостью 500 миллионов долларов. Кроме того Reuters сообщило о том, что Министерство обороны Саудовской Аравии также обсуждает цену контракта на французские военно-морские патрульные катера, построенных DCNS. В 2015 году Франция заключила сделку с Саудовской Аравией на поставку 30 патрульных катеров.